# دوري بورتوريكو لكرة القدم 2016
دوري بورتوريكو لكرة القدم 2016 هو موسم من دوري بورتوريكو لكرة القدم. كان عدد الأندية المشاركة فيه 14، وفاز فيه Metropolitan FA ‏.